# Campionato mondiale di hockey su ghiaccio - Prima Divisione 2013
Il Campionato mondiale di hockey su ghiaccio - Prima Divisione 2013 è un torneo di hockey su ghiaccio organizzato dall'International Ice Hockey Federation. Il torneo si è disputato fra il 14 e il 20 aprile 2013. Le dodici squadre partecipanti sono state divise in due gironi da sei ciascuno. Il gare del Gruppo A si sono svolte a Budapest, in Ungheria. Le partite del Gruppo B invece si sono giocate a Donec'k, in Ucraina. Il Kazakistan e l'Italia, prima e seconda del Gruppo A, si sono garantite la partecipazione al Campionato mondiale di hockey su ghiaccio maschile 2014, mentre il Regno Unito è stata retrocessa per il 2014 in Prima Divisione - Gruppo B. Nel Gruppo B l'Ucraina ha conquistato la promozione in Prima Divisione - Gruppo A, mentre l'Estonia, ultima classificata, è stata retrocessa in Seconda Divisione - Gruppo A.

## Partecipanti

### Gruppo A
| Nazionale     | Qualificazione                                              |
| ------------- | ----------------------------------------------------------- |
| Italia        | Quindicesima e retrocessa dal Gruppo A del 2012.            |
| Kazakistan    | Sedicesimo e retrocesso dal Gruppo A del 2012.              |
| Ungheria      | Ospitante, terza nella Prima Divisione - Gruppo A del 2012. |
| Giappone      | Quarto nella Prima Divisione - Gruppo A del 2012.           |
| Regno Unito   | Quinto nella Prima Divisione - Gruppo A del 2012.           |
| Corea del Sud | Prima e promossa dalla Prima Divisione - Gruppo B del 2012. |

### Gruppo B
| Nazionale   | Qualificazione                                                           |
| ----------- | ------------------------------------------------------------------------ |
| Ucraina     | Ospitante, sesta e retrocessa dalla Prima Divisione - Gruppo A del 2012. |
| Polonia     | Seconda nella Prima Divisione - Gruppo B del 2012.                       |
| Paesi Bassi | Terzi nella Prima Divisione - Gruppo B del 2012.                         |
| Romania     | Quarta nella Prima Divisione - Gruppo B del 2012.                        |
| Lituania    | Quinta nella Prima Divisione - Gruppo B del 2012.                        |
| Estonia     | Prima e promossa dalla Seconda Divisione - Gruppo A del 2012.            |

## Gruppo A

### Incontri
| Budapest 14 aprile 2013, ore 12:30 UTC+2 | Giappone | 2 – 5 (1-1; 1-2; 0-2) referto | Kazakistan | Budapest Sports Arena (802 spett.) |

| Budapest 14 aprile 2013, ore 16:00 UTC+2 | Corea del Sud | 0 – 4 (0-1; 0-2; 0-1) referto | Italia | Budapest Sports Arena (1.205 spett.) |

| Budapest 14 aprile 2013, ore 19:30 UTC+2 | Regno Unito | 2 – 4 (1-0; 1-3; 0-1) referto | Ungheria | Budapest Sports Arena (7.304 spett.) |

| Budapest 15 aprile 2013, ore 12:30 UTC+2 | Italia | 4 – 1 (1-0; 2-0; 1-1) referto | Giappone | Budapest Sports Arena (660 spett.) |

| Budapest 15 aprile 2013, ore 16:00 UTC+2 | Kazakistan | 5 – 0 (2-0; 1-0; 2-0) referto | Regno Unito | Budapest Sports Arena (1.778 spett.) |

| Budapest 15 aprile 2013, ore 19:30 UTC+2 | Ungheria       | 4 – 4 (d.t.s.) (3-0; 1-1; 0-3; 0-0) referto | Corea del Sud | Budapest Sports Arena (7.370 spett.) |
| Shootout 0 – 1                           |                |                                             |               |                                      |
|                                          |                |                                             |               |                                      |
|                                          | Shootout 0 – 1 |                                             |               |                                      |

| Budapest 17 aprile 2013, ore 12:30 UTC+2 | Corea del Sud | 5 – 6 (0-1; 3-3; 2-2) referto | Giappone | Budapest Sports Arena (625 spett.) |

| Budapest 17 aprile 2013, ore 16:00 UTC+2 | Italia | 5 – 1 (1-1; 1-0; 3-0) referto | Regno Unito | Budapest Sports Arena (1.910 spett.) |

| Budapest 17 aprile 2013, ore 19:30 UTC+2 | Kazakistan | 1 – 2 (0-0; 1-1; 0-1) referto | Ungheria | Budapest Sports Arena (7.863 spett.) |

| Budapest 19 aprile 2013, ore 12:30 UTC+2 | Kazakistan | 4 – 2 (3-0; 1-0; 0-2) referto | Corea del Sud | Budapest Sports Arena (680 spett.) |

| Budapest 19 aprile 2013, ore 16:00 UTC+2 | Giappone | 4 – 1 (1-0; 1-0; 2-1) referto | Regno Unito | Budapest Sports Arena (1.757 spett.) |

| Budapest 19 aprile 2013, ore 19:30 UTC+2 | Ungheria | 1 – 2 (1-1; 0-0; 0-1) referto | Italia | Budapest Sports Arena (8.197 spett.) |

| Budapest 20 aprile 2013, ore 12:30 UTC+2 | Regno Unito | 1 – 4 (1-0; 0-3; 0-1) referto | Corea del Sud | Budapest Sports Arena (1.046 spett.) |

| Budapest 20 aprile 2013, ore 16:00 UTC+2 | Italia | 0 – 3 (0-1; 0-1; 0-1) referto | Kazakistan | Budapest Sports Arena (3.689 spett.) |

| Budapest 20 aprile 2013, ore 19:30 UTC+2 | Ungheria | 1 – 0 (1-0; 0-0; 0-0) referto | Giappone | Budapest Sports Arena (7.647 spett.) |

### Classifica
| Pos. |               | PG | V | VOT | POT | P | GF | GS | DR  | Pt |
| 1.   | Kazakistan    | 5  | 4 | 0   | 0   | 1 | 18 | 6  | +12 | 12 |
| 2.   | Italia        | 5  | 4 | 0   | 0   | 1 | 15 | 6  | +9  | 12 |
| 3.   | Ungheria      | 5  | 3 | 0   | 1   | 1 | 12 | 10 | +2  | 10 |
| 4.   | Giappone      | 5  | 2 | 0   | 0   | 3 | 13 | 16 | -3  | 6  |
| 5.   | Corea del Sud | 5  | 1 | 1   | 0   | 3 | 16 | 19 | -3  | 5  |
| 6.   | Regno Unito   | 5  | 0 | 0   | 0   | 5 | 5  | 22 | -17 | 0  |

### Riconoscimenti individuali
- Miglior portiere: Adam Dennis -  Italia
- Miglior difensore: Aaron Keller -  Giappone
- Miglior attaccante: Pat Iannone -  Italia

### Classifica marcatori
| Giocatore        | PG | G | A | Pt | +/- | MP |
| ---------------- | -- | - | - | -- | --- | -- |
| Roman Starčenko  | 5  | 5 | 2 | 7  | +4  | 2  |
| Pat Iannone      | 5  | 4 | 2 | 6  | +1  | 4  |
| Kisung Kim       | 5  | 4 | 2 | 6  | 0   | 0  |
| Shuhei Kuji      | 5  | 2 | 4 | 6  | 0   | 0  |
| Márton Vas       | 5  | 1 | 5 | 6  | +3  | 2  |
| Dmitrij Upper    | 5  | 0 | 6 | 6  | +5  | 4  |
| Brock Radunske   | 5  | 3 | 2 | 5  | -2  | 2  |
| Talğat Žailaudov | 5  | 3 | 2 | 5  | +1  | 4  |
| Balázs Ladányi   | 5  | 1 | 4 | 5  | +1  | 0  |
| Sangwook Kim     | 5  | 0 | 5 | 5  | -1  | 2  |

Fonte: IIHF.com

### Classifica portieri
| Giocatore        | Min    | TC  | GS | SO | MGS  | Sv%   |
| ---------------- | ------ | --- | -- | -- | ---- | ----- |
| Vitalij Kolesnik | 274:43 | 124 | 4  | 2  | 0.87 | 96.77 |
| Adam Dennis      | 240:00 | 81  | 3  | 1  | 0.75 | 96.30 |
| Levente Szuper   | 179:08 | 86  | 5  | 0  | 1.67 | 94.19 |
| Sungje Park      | 142:14 | 86  | 6  | 0  | 2.53 | 93.02 |
| Yutaka Fukufuji  | 298:50 | 168 | 16 | 0  | 3.21 | 90.41 |

Fonte: IIHF.com

### Roster dell'Italia
Allenatore:  Tom Pokel.
Lista dei convocati aggiornata al 14 aprile 2013.
| N. | Pos. | Nome                     | Anno | Alt. | Peso | Tiro | Squadra          |
| -- | ---- | ------------------------ | ---- | ---- | ---- | ---- | ---------------- |
| 3  | A    | Markus Gander            | 1989 | 187  | 90   | R    | Bolzano          |
| 6  | D    | Andrea Ambrosi           | 1987 | 186  | 86   | L    | Bolzano          |
| 7  | D    | Christian Borgatello - A | 1982 | 174  | 79   | R    | Bolzano          |
| 8  | A    | Marco Insam              | 1989 | 187  | 92   | R    | Bolzano          |
| 9  | D    | Armin Hofer              | 1987 | 184  | 88   | L    | Val Pusteria     |
| 10 | A    | Giulio Scandella         | 1983 | 186  | 88   | R    | IK Oskarshamn    |
| 11 | A    | Nicola Fontanive         | 1985 | 165  | 73   | L    | Alleghe          |
| 13 | A    | Nathan DiCasmirro        | 1978 | 179  | 88   | L    | Valpellice       |
| 15 | A    | Luca Felicetti           | 1981 | 166  | 75   | L    | Cortina          |
| 16 | A    | Diego Kostner            | 1992 | 183  | 75   | R    | Lugano           |
| 17 | D    | Alexander Egger - C      | 1979 | 186  | 88   | L    | Bolzano          |
| 18 | A    | Anton Bernard            | 1989 | 178  | 82   | R    | Bolzano          |
| 20 | D    | Daniel Sullivan          | 1987 | 181  | 88   | L    | Asiago           |
| 21 | A    | Vincent Rocco            | 1987 | 178  | 85   | L    | Alleghe          |
| 22 | A    | Patrick Iannone          | 1982 | 182  | 89   | L    | Val Pusteria     |
| 23 | D    | Stefano Marchetti        | 1986 | 180  | 74   | L    | Asiago           |
| 24 | D    | Trevor Johnson           | 1982 | 180  | 81   | R    | Valpellice       |
| 25 | A    | Robert Sirianni          | 1983 | 180  | 85   | R    | Valpellice       |
| 26 | D    | Armin Helfer - A         | 1980 | 187  | 86   | L    | Val Pusteria     |
| 28 | A    | David Borrelli           | 1981 | 176  | 88   | L    | Asiago           |
| 29 | P    | Adam Dennis              | 1985 | 188  | 86   | L    | Alleghe          |
| 30 | P    | Andreas Bernard          | 1990 | 184  | 80   | L    | Mikkelin Jukurit |

LEGENDA:

P = Portiere, D = Difensore, A = Attaccante, L = sinistra, R = destra

## Gruppo B

### Incontri
| Donec'k 14 aprile 2013, ore 12:00 UTC+3 | Paesi Bassi | 5 – 4 (2-0; 2-3; 1-1) referto | Estonia | Palac sportu Družba (1.324 spett.) |

| Donec'k 14 aprile 2013, ore 15:30 UTC+3 | Polonia | 5 – 0 (1-0; 2-0; 2-0) referto | Lituania | Palac sportu Družba (1.215 spett.) |

| Donec'k 14 aprile 2013, ore 19:00 UTC+3 | Ucraina | 8 – 1 (1-0; 5-0; 2-1) referto | Romania | Palac sportu Družba (3.824 spett.) |

| Donec'k 15 aprile 2013, ore 13:00 UTC+3 | Lituania | 3 – 5 (1-2; 1-2; 1-1) referto | Paesi Bassi | Palac sportu Družba (1.238 spett.) |

| Donec'k 15 aprile 2013, ore 16:30 UTC+3 | Romania | 1 – 6 (1-0; 0-3; 0-3) referto | Polonia | Palac sportu Družba (1.087 spett.) |

| Donec'k 15 aprile 2013, ore 20:00 UTC+3 | Estonia | 1 – 8 (1-2; 0-2; 0-4) referto | Ucraina | Palac sportu Družba (3.356 spett.) |

| Donec'k 17 aprile 2013, ore 13:00 UTC+3 | Estonia | 3 – 6 (1-2; 2-2; 0-2) referto | Romania | Palac sportu Družba (1.178 spett.) |

| Donec'k 17 aprile 2013, ore 16:30 UTC+3 | Polonia | 3 – 1 (1-1; 1-0; 1-0) referto | Paesi Bassi | Palac sportu Družba (1.242 spett.) |

| Donec'k 17 aprile 2013, ore 20:00 UTC+3 | Ucraina | 7 – 0 (2-0; 2-0; 3-0) referto | Lituania | Palac sportu Družba (3.527 spett.) |

| Donec'k 18 aprile 2013, ore 13:00 UTC+3 | Polonia | 5 – 3 (1-0; 2-2; 2-1) referto | Estonia | Palac sportu Družba (1.320 spett.) |

| Donec'k 18 aprile 2013, ore 16:30 UTC+3 | Romania | 2 – 1 (1-0; 0-1; 1-0) referto | Lituania | Palac sportu Družba (915 spett.) |

| Donec'k 18 aprile 2013, ore 20:00 UTC+3 | Paesi Bassi | 2 – 3 (d.t.s.) (2-0; 0-2; 0-0; 0-1) referto | Ucraina | Palac sportu Družba (3.797 spett.) |

| Donec'k 20 aprile 2013, ore 12:00 UTC+3 | Paesi Bassi | 6 – 2 (3-0; 1-1; 2-0) referto | Romania | Palac sportu Družba (1.014 spett.) |

| Donec'k 20 aprile 2013, ore 15:30 UTC+3 | Lituania | 12 – 3 (1-1; 3-2; 8-0) referto | Estonia | Palac sportu Družba (1.087 spett.) |

| Donec'k 20 aprile 2013, ore 19:00 UTC+3 | Ucraina | 4 – 3 (0-2; 3-0; 1-1) referto | Polonia | Palac sportu Družba (4.017 spett.) |

### Classifica
| Pos. |             | PG | V | VOT | POT | P | GF | GS | DR  | Pt |
| 1.   | Ucraina     | 5  | 4 | 1   | 0   | 0 | 30 | 7  | +23 | 14 |
| 2.   | Polonia     | 5  | 4 | 0   | 0   | 1 | 22 | 9  | +13 | 12 |
| 3.   | Paesi Bassi | 5  | 3 | 0   | 1   | 1 | 19 | 15 | +4  | 10 |
| 4.   | Romania     | 5  | 2 | 0   | 0   | 3 | 12 | 24 | -12 | 6  |
| 5.   | Lituania    | 5  | 1 | 0   | 0   | 4 | 16 | 22 | -6  | 3  |
| 6.   | Estonia     | 5  | 0 | 0   | 0   | 5 | 14 | 36 | -22 | 0  |

### Riconoscimenti individuali
- Miglior portiere: Martijn Oosterwijk -  Paesi Bassi
- Miglior difensore: Paweł Dronia -  Polonia
- Miglior attaccante: Oleh Tymčenko -  Ucraina

### Classifica marcatori
| Giocatore          | PG | G | A | Pt | +/- | MP |
| ------------------ | -- | - | - | -- | --- | -- |
| Oleh Tymčenko      | 5  | 5 | 5 | 10 | +6  | 4  |
| Oleh Šafarenko     | 5  | 2 | 8 | 10 | +6  | 2  |
| Ivy van den Heuvel | 5  | 2 | 7 | 9  | +5  | 6  |
| Daniel Bogdziul    | 5  | 1 | 8 | 9  | -1  | 0  |
| Aimas Fiscevas     | 5  | 6 | 2 | 8  | +3  | 0  |
| Aleksei Sibirtsev  | 5  | 6 | 2 | 8  | -7  | 2  |
| Paweł Dronia       | 5  | 1 | 7 | 8  | +6  | 6  |
| Marcin Kolusz      | 5  | 1 | 7 | 8  | +5  | 2  |
| Oleksandr Torjanyk | 5  | 3 | 4 | 7  | +7  | 4  |
| Roman Blahyj       | 5  | 6 | 0 | 6  | +6  | 2  |

Fonte: IIHF.com

### Classifica portieri
| Giocatore          | Min    | TC  | GS | SO | MGS  | Sv%   |
| ------------------ | ------ | --- | -- | -- | ---- | ----- |
| Kamil Kosowski     | 120:00 | 33  | 1  | 1  | 0.50 | 96.97 |
| Martijn Oosterwijk | 301:14 | 173 | 15 | 0  | 2.99 | 91.33 |
| Mantas Armalis     | 178:54 | 122 | 11 | 0  | 3.69 | 90.98 |
| Przemysław Odrobny | 179:48 | 88  | 8  | 0  | 2.67 | 90.91 |
| Jevhen Napnenko    | 242:14 | 74  | 7  | 0  | 1.73 | 90.54 |

Fonte: IIHF.com